# Oost-Saksisch voetbalkampioenschap 1904/05
In 1904/05 werd het derde voetbalkampioenschap van Oost-Saksen gespeeld, dat georganiseerd werd door de Midden-Duitse voetbalbond. Dresdner werd kampioen en plaatste zich zo voor de Midden-Duitse eindronde. De club versloeg Hallescher FC 1896 en mocht zo ook naar de eindronde om de landstitel waar de club won van Victoria Hamburg, maar in de halve finale gestopt werd door Berliner TuFC Union 1892. 

## 1. Klasse
| Plaats | Club                      | Wed. | W | G | V | Saldo | Ptn. |
| ------ | ------------------------- | ---- | - | - | - | ----- | ---- |
| 1.     | Dresdner SC 1898          | 6    | 4 | 0 | 2 | 32:12 | 8:4  |
| 2.     | Mittweidaer BC 1896       | 6    | 4 | 0 | 2 | 28:12 | 8:4  |
| 3.     | BC Sportlust 1900 Dresden | 6    | 3 | 0 | 3 | 17:25 | 6:6  |
| 4.     | Chemnitzer BC 1899        | 6    | 1 | 0 | 5 | 11:39 | 2:10 |

|  | Finale                                                      |
|  | Speelt volgend seizoen in de competitie van Zuidwest-Saksen |

## Finale
|               |                  |       |                |          |
| 16 april 1905 | Dresdner SC 1898 | 4 - 2 | Mittweidaer BC | Freiberg |
| 16 april 1905 |                  |       |                | Freiberg |